# Tenes vattenfall
Tenes vattenfall (katalanska: Salt d’aigua del Tenes) är ett vattenfall i Bigues i Bigues i Riells del Fai i grevskapet Vallès Oriental i Katalonien, Spanien. Vid fallets topp ligger kommungränsen mellan kommunerna Bigues i Riells, Sant Feliu de Codines och Sant Quirze Safaja.
Fallet ligger i den nordvästra delen av kommunen, också nordväst om Riells del Fai, väster om Sant Miquel del Fai. Vattenfallet är en del av floden Riu Tenes, där vattnet kastar sig utför ett stup från klipporna av Cingle del Fitó.
Tillsammans med vattenfallen i Rossinyol och Torrent del Gat, utgör det ett av de spektakulära vattenfall som finns i Sant Miquel del Fai.